# Jabalina

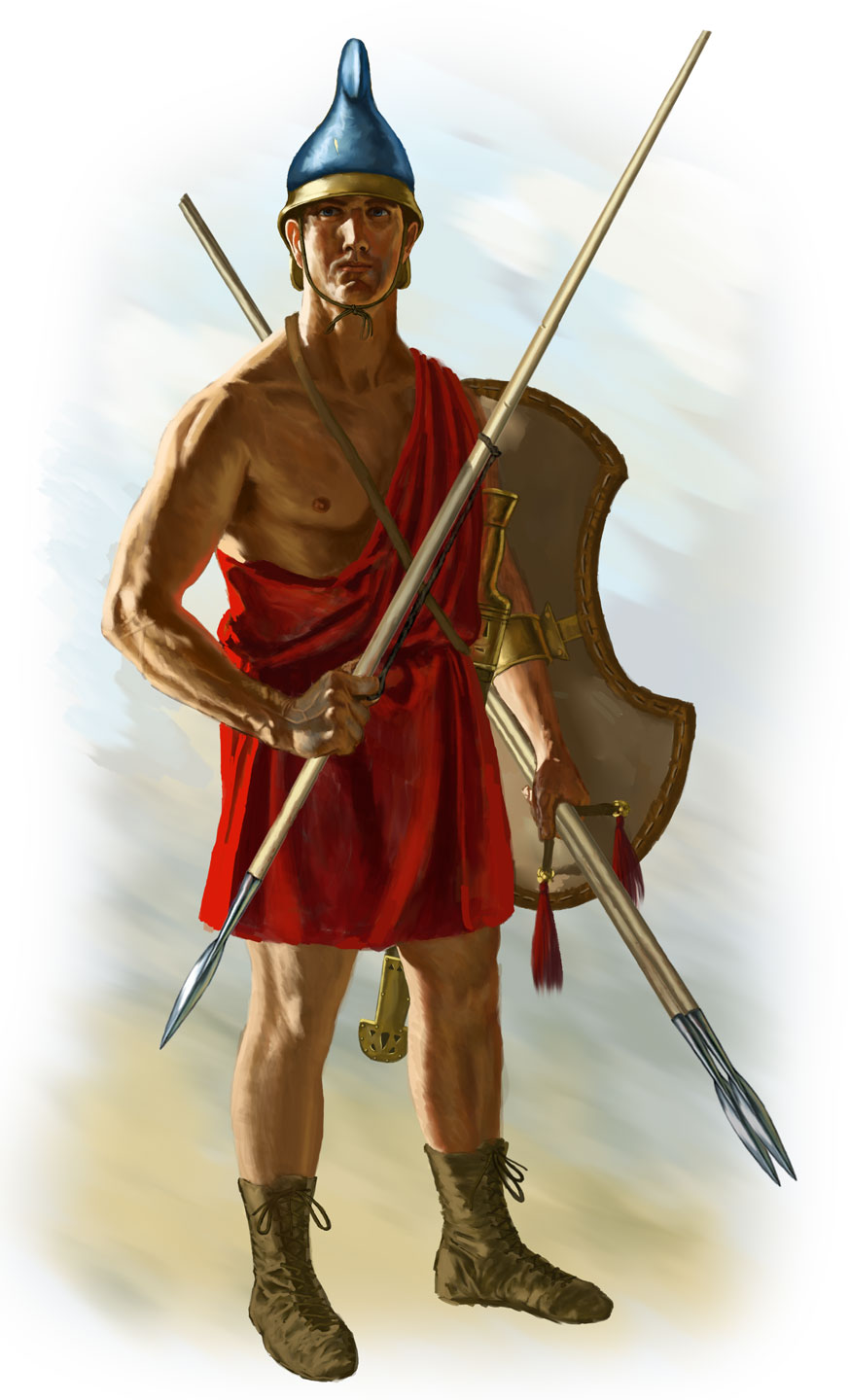
Peltasta agriano con tres jabalinas, una en la mano para lanzar y dos en la otra como munición adicional.

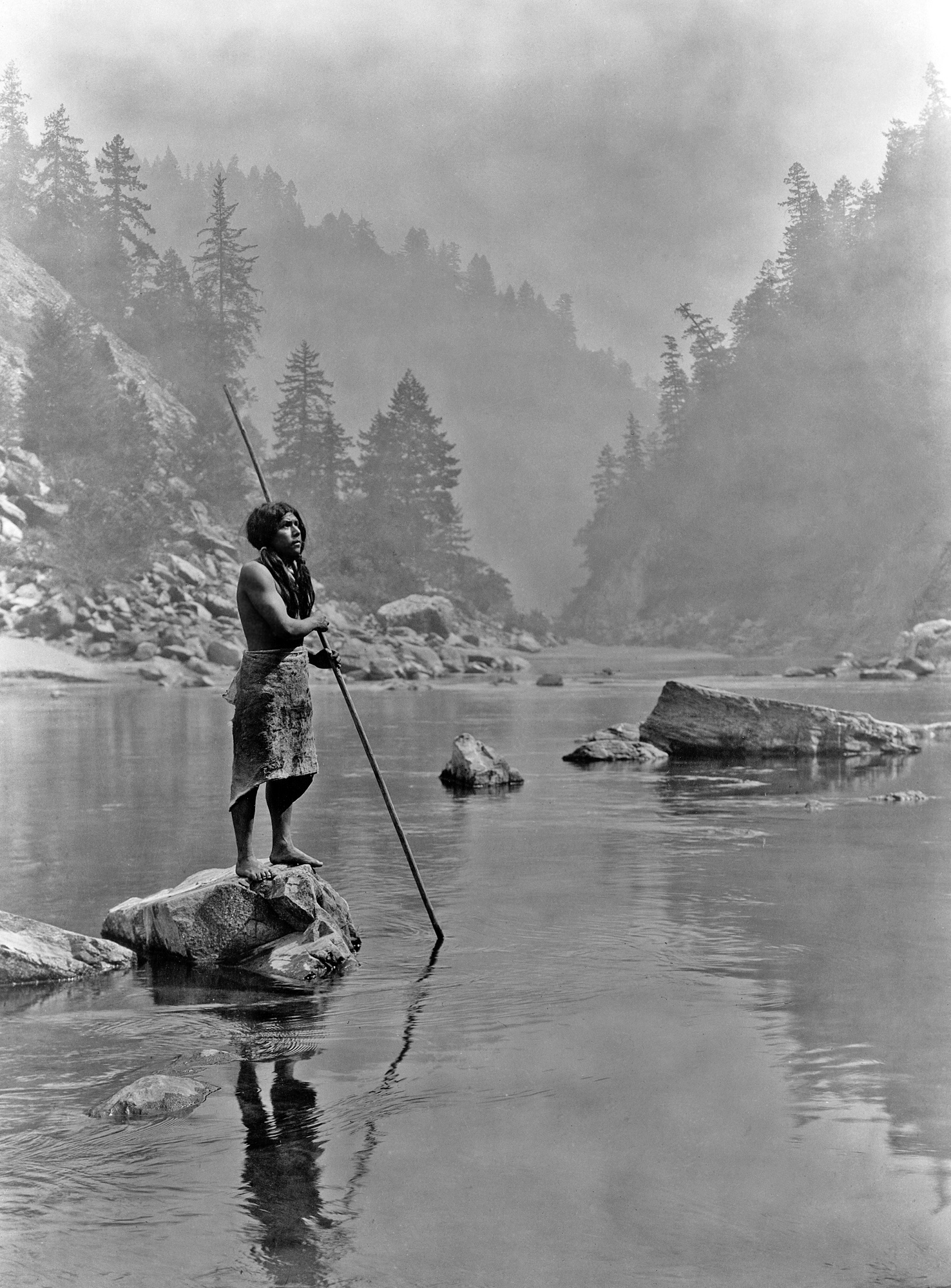
Un indígena con una con jabalina.

Una jabalina es una lanza diseñada para ser arrojada. Fue utilizada por los cazadores prehistóricos y por los guerreros en combate. En muchas sepulturas de guerreros celtíberos se han hallado jabalinas de hierro y en el tapiz de Bayeux se representa una batalla con jabalinas lanzadas al aire contra el ejército enemigo, muy extendido entre los soldados de infantería del norte de Italia en el siglo XV. Para darles mayor fuerza de impulso y recobrarlas después de haberlas arrojado, se ataban algunas en el medio con una correa al soldado, que se conoce con el nombre de amiento, del latín amentum. 
En la actualidad se utiliza en competencias atléticas.
Antiguos tipos de jabalina:
- Arpón: jabalina prehistórica cuya punta se separaba del asta cuando impactaba en la presa. Actualmente el término se refiere a un asta de hierro con punta dentada, usado para capturar grandes peces y ballenas.
- Chuzo: lanza corta de fuerte moharra que se disparaba con el brazo.
- Dardo: lanza más ligera que un venablo que desde la Edad del Bronce se empleaba como jabalina.
- Frámea: jabalina cuya longitud no sobrepasaba la estatura de un hombre.
- Pilum: lanza usada por los antiguos soldados romanos, cuya punta de hierro se separaba al impactar al enemigo y se le incrustaba parcialmente en el cuerpo.
- Venablo: lanza corta; era el distintivo de alférez español, en el siglo XVI.

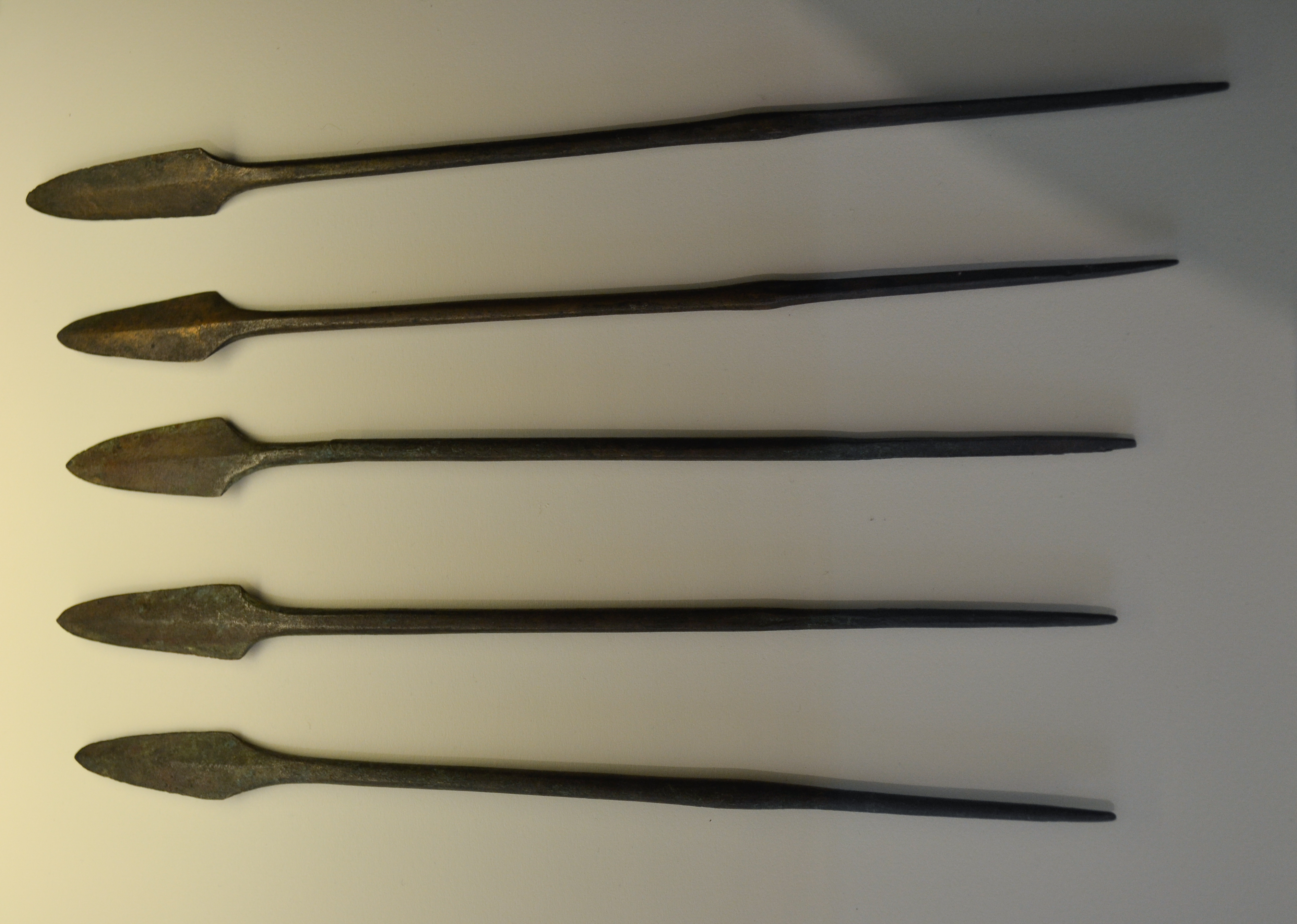
Unas jabalinas de cobre procedentes del Dolmen de la Pastora (Castilleja de Guzmán, Sevilla) que data entre los años 2200-1800 a. C.